# La Mezquitada
La Mezquitada är en ort i Mexiko.   Den ligger i kommunen Comonfort och delstaten Guanajuato, i den centrala delen av landet, 220 km nordväst om huvudstaden Mexico City. La Mezquitada ligger 1 802 meter över havet och antalet invånare är 213.
Terrängen runt La Mezquitada är kuperad åt nordost, men åt sydväst är den platt. Runt La Mezquitada är det tätbefolkat, med 790 invånare per kvadratkilometer. Närmaste större samhälle är San Miguel de Allende, 19,4 km norr om La Mezquitada. Omgivningarna runt La Mezquitada är en mosaik av jordbruksmark och naturlig växtlighet.